# 복수의 립스틱
《복수의 립스틱》(영어: Ms .45 또는 Angel of Vengeance 혹은 Ms. 45)은 1981년 개봉한 미국의 엑스플로이테이션 스릴러 영화로, 에이블 페라라가 감독을 맡았다.

## 출연진
- 조이 태멀리스
- 에이블 페라라
- 피터 옐런
- 잭 티보